# Stanisław Biały
Stanisław Biały (18. nebo 19. dubna 1868 Korniaktów – 3. srpna 1932 Brzozów) byl rakouský právník a politik polské národnosti z Haliče, na počátku 20. století poslanec Říšské rady, v meziválečném období člen Polského senátu.

## Biografie
Pocházel z rodiny zemědělce. Studoval gymnázium v Rzeszowě, pak teologii v Přemyšli. Studoval také na právnické fakultě Lvovské univerzity a Černovické univerzity. Sloužil jako jednoroční dobrovolník v armádě. Byl poručíkem v záloze. V době svého působení v parlamentu je profesně uváděn jako rada zemského soudu v Brzozowě.
Byl předsedou spolku Sokol v Brzozowě. V roce 1913 se stal poslancem Haličského zemského sněmu. Zemským poslancem byl do roku 1914. Od roku 1908 byl členem Polské strany lidové a od roku 1914 členem Polské strany lidové „Piast”.
Působil také coby poslanec Říšské rady (celostátního parlamentu Předlitavska), kam usedl ve volbách do Říšské rady roku 1907, konaných poprvé podle všeobecného a rovného volebního práva. Byl zvolen za obvod Halič 52. Mandát obhájil i ve volbách do Říšské rady roku 1911.
Po volbách roku 1907 i 1911 byl na Říšské radě členem poslaneckého Polského klubu.
Za první světové války sloužil v armádě. Byl auditorem polního soudu. Roku 1918 se stal zástupcem odboru ministerstva spravedlnosti při likvidační komisi (pověřena přechodem na státní správu vznikajícího polského státu) v Krakově. Během polsko-ruské války v roce 1920 velel dobrovolnické legii v Brzozowě. Zasedal v okresním výboru. Byl předsedou městské školní rady. V roce 1926 odešel na penzi a působil jako advokát v Brzozowě.
V letech 1922–1927 zasedal v Polském senátu, kde reprezentoval Polskou stranu lidovou „Piast”. Byl místopředsedou jejího parlamentního klubu a předsedou senátorského klubu.